# St. Martin (Dürnhausen)

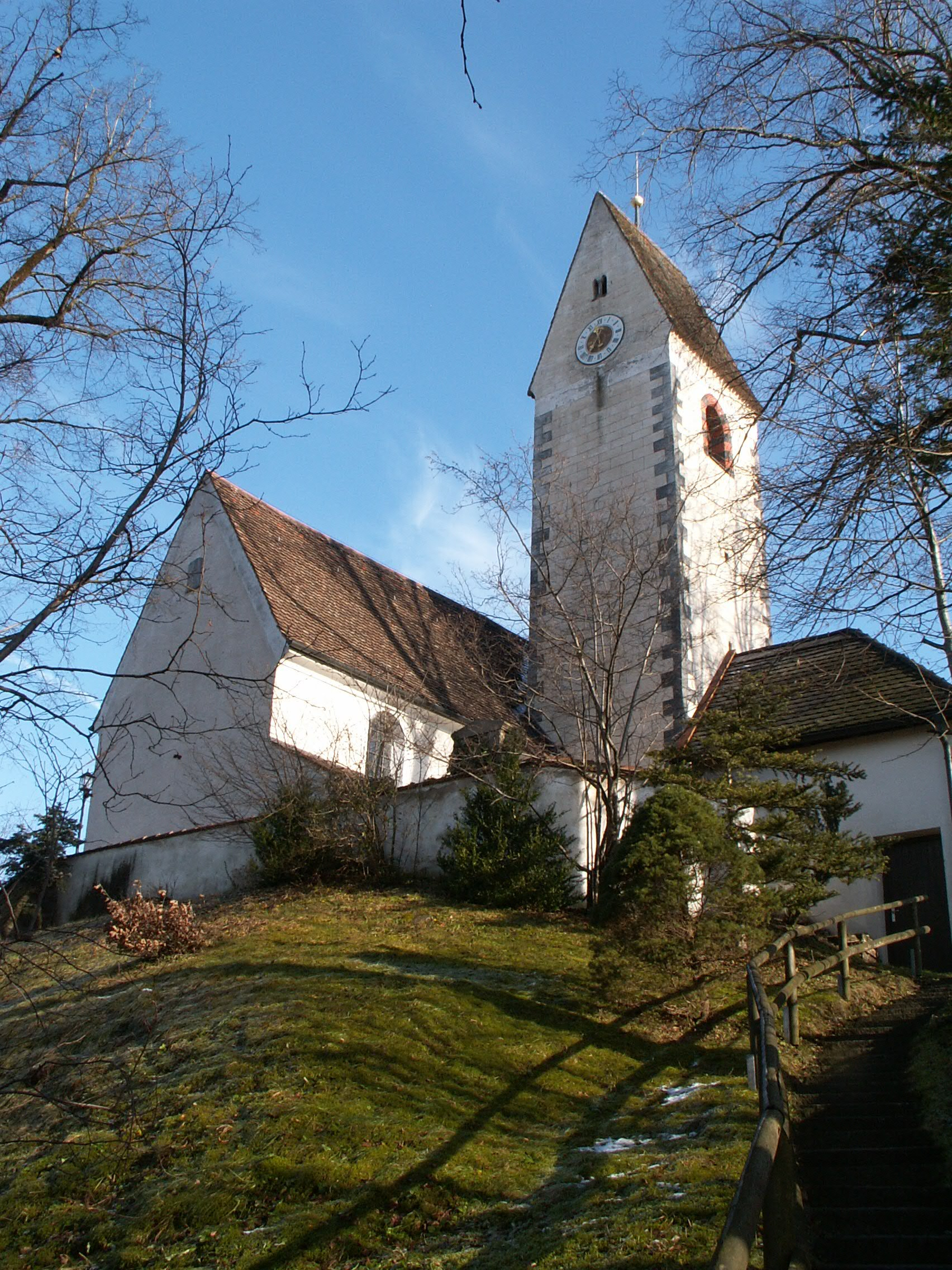
St. Martin von Südwesten

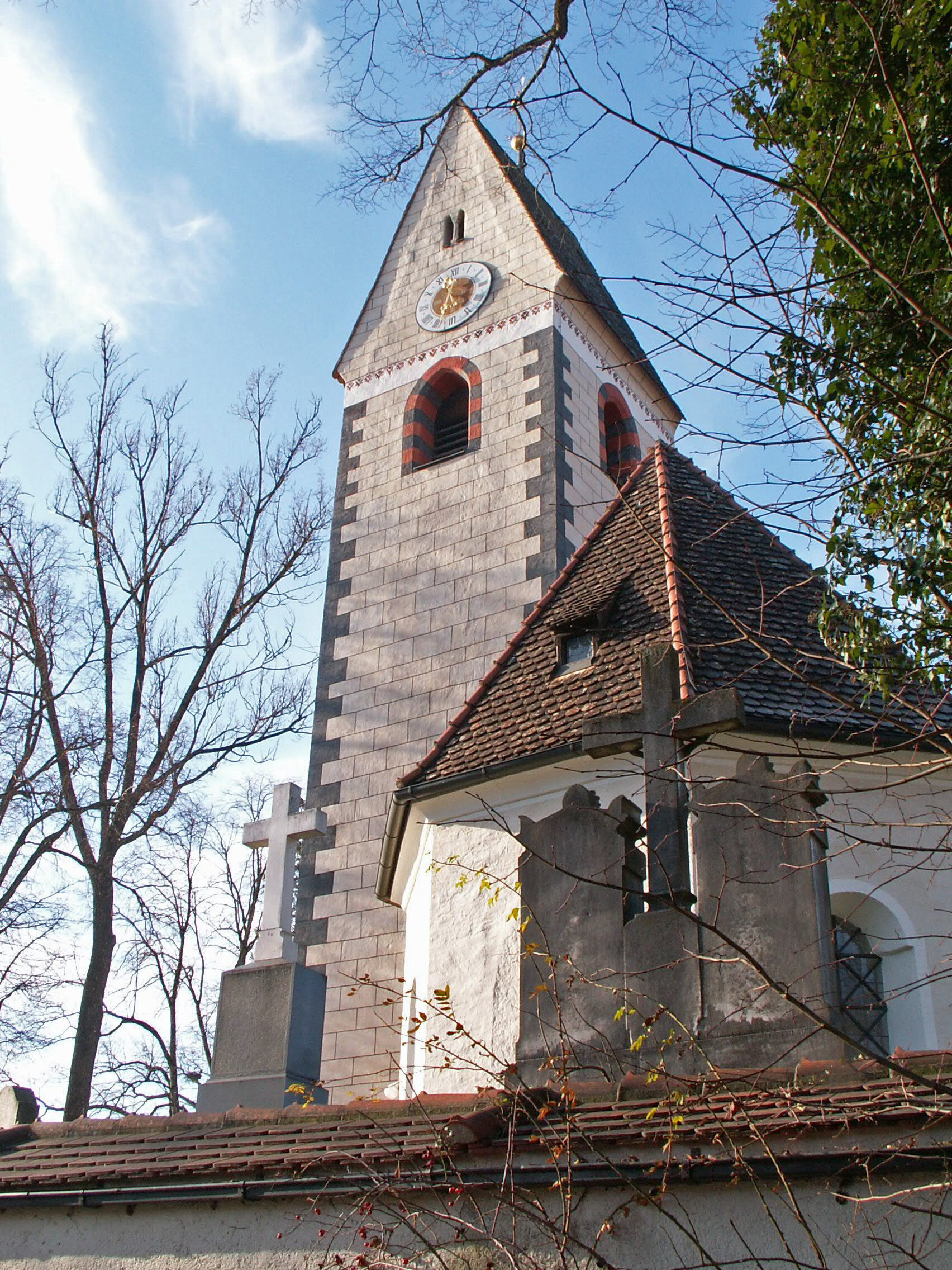
St. Martin von Nordosten

Die römisch-katholische Filialkirche St. Martin steht im Habacher Ortsteil Dürnhausen im oberbayerischen Landkreis Weilheim-Schongau. Das denkmalgeschützte Gotteshaus gehört als Teil der Pfarrei St. Georg Sindelsdorf zum Dekanat Benediktbeuern im Bistum Augsburg. Die Adresse lautet Kirchweg 2, 82392 Habach.

## Geschichte
Die Kirche wurde am 25. Juli 1063 durch Bischof Bernhard von Velletri im Auftrag von Bischof Heinrich II. von Augsburg geweiht. Stifter und Erbauer der Kirche waren Graf Sigimar II. und seine Gemahlin Kerpirg. Sigimar war wohl ein Verwandter Norbert von Hohenwarts. Im Jahr 1294 gelangte die bis dahin eigenständige Pfarrei an das Kollegiatstift St. Ulrich in Habach. Um 1670 wurde der Innenraum barockisiert. Im Zuge der Säkularisation in Bayern wurde Dürnhausen 1806 von Habach nach Sindelsdorf umgepfarrt.

## Beschreibung
An die schlichte Saalkirche ist an der südlichen Flanke der Kirchturm aus dem 15. Jahrhundert angeschlossen. Dieser enthält zwei Glocken von 1836. Das romanische Langhaus wurde 1063 errichtet. Der Eingang befindet sich an der Südseite, bei Renovierungsarbeiten wurde direkt gegenüber eine zugemauerte zweite Tür gefunden. Der mündlichen Überlieferung zufolge gab es einst zwei adelige Brüder, die jedoch verfeindet waren und daher nicht den gleichen Eingang nutzen wollten.
Der spätgotische Polygonalchor stammt aus dem 15. Jahrhundert. Dessen Decke wird von acht Engelkörperprofilen, die kreisförmig angeordnet sind und die Arma Christi in den Händen tragen.
Die Seitenaltäre stammen aus dem 18. Jahrhundert und stellen den Heiligen Martin sowie Jakobus mit Maria und dem Christuskind (links) dar. Der rechte Seitenaltar zeigt die Heiligen Leonhard und Wolfgang sowie zentral den Gekreuzigten.
Die Orgel befand sich früher in der Gotzinger Kirche St. Jakob und wurde 1862 durch Balthasar Pröbstl in Dürnhausen aufgestellt.
Umgeben ist die Kirche von einer verputzten Bruchstein-Friedhofsmauer aus dem 15./16. Jahrhundert.